# Урсула Б. Марвін
Урсула Бейлі Марвін (20 серпня 1921 — 12 лютого 2018) була американською планетарною геологинею та письменницею, яка працювала в Смітсонівській астрофізичній обсерваторії.
Вона отримала премію «Жінки в науці та техніці» за життєві досягнення 1997 року.У 1986 році Геологічне товариство Америки нагородило її премією з історії геології. Вона також отримала медаль Сью Тайлер Фрідман 2005 року, а на її честь названо антарктичного нунатака Марвіна. У 2012 році Метеоритне товариство нагородило її премією за службу частково за її роботу, пов'язану з записом усної історії метеоритів. Астероїд (4309) Марвін названо на її честь, як і кратер Марвін на Місяці, розташований поблизу південного полюса Місяця.